# Chálid bin Talál
Chálid bin Talál (* 10. ledna 1962, Rijád, Saúdská Arábie) je saúdskoarabský princ, synovec krále Salmána a vnuk krále Abd al-Azíze.

## Život
Rodiči Chálida bin Talála jsou Talál bin Abd al-Azíz a libanonská princezna Mona El Solh. Jejím otcem byl první premiér Libanonu po vyhlášení nezávislosti země v roce 1943, Riad Solh. Bratrem Chálida je princ Al-Valíd bin Talál.
V prosinci 2017 byl Chálid zatčen poté, co kritizoval kroky korunního prince Mohameda bin Salmána. Po téměř roce, počátkem listopadu 2018, byl propuštěn. Vzhledem k tomu, že korunní princ Mohamed je pod tlakem mezinárodní kritiky v souvislosti s vraždou saúdského novináře Džamála Chášukdžího, snaží se podle analytiků propuštěním Chálida získat podporu zevnitř královské rodiny.